# Lucio II
Lucio II (en latín: Lucius PP. II) de nombre secular Gerardo Caccianemici dall Orso (Bolonia, ¿?-Roma, 15 de febrero de 1145) fue el 166.º papa de la Iglesia católica desde el 12 de marzo de 1144 hasta su muerte en 1145.

## Biografía

### Antes del papado
Antes de su elección  fue canónigo en Bolonia, hasta ser nombrado cardenal de la Santa Cruz de Jerusalén por Honorio II para quien ocupó en un primer momento el cargo de tesorero y luego el de legado papal en Alemania, cargo que también desempeñó bajo el pontificado de Inocencio II logrando que el rey Lotario III de Sajonia enviase dos expediciones a Italia en apoyo al papa en su enfrentamiento con el antipapa Anacleto II.

## Papado
Fue consagrado papa el 12 de marzo de 1144.
El hecho más relevante de su corto pontificado fue el enfrentamiento con el movimiento comunal encabezado por Arnaldo de Brescia  que pretendía que el poder civil de Roma pasara del papa al pueblo romano y entre cuyas medidas se encuentra la recuperación del antiguo lema Senatus Populusque Romanus (SPQR) tanto en los edificios como en las monedas.
Temeroso de este recorte de sus poderes, Lucio II decide disolver el Senado, lo que provoca una revuelta popular encabezada por Giordano Pierleone, hermano del antipapa Anacleto II, que nombrándose patricio constituye un nuevo Senado en el Capitolio.
Lucio II solicita, en vano, ayuda al emperador Conrado III por lo que decide enfrentarse solo, con un pequeño ejército, contra el poder del Senado. En el asalto al Capitolio fue alcanzado por una piedra que le provocaría la muerte el 15 de febrero de 1145.

## Profecía de San Malaquías
Las profecías apócrifas de san Malaquías se refieren a este papa como inimicus expulsus (el enemigo expulsado), cita que hace referencia a su apellido Caccianemici (caccia = cazar), ([e]nemici = enemigos).